# Phaethornis eurynome
Phaethornis eurynome là một loài chim trong họ Trochilidae.